# قل صباح الخير يا أبي (فلم 2005)
قل صباح الخير يا أبي (بالإسبانية: Di buen día a papá) هو فيلم دراما ذو إنتاج مشترك أرجنتيني-بوليفي-كوبي من إخراج وإنتاج وتأليف فرناندو فارغاس. تم اختيار الفيلم كمدخل لبوليفيا لجائزة أفضل فيلم بلغة أجنبية في حفل توزيع جوائز الأوسكار الثامن والسبعون، لكنه جُرد من الأهلية لعدم وصوله إلى الأكاديمية في الوقت المحدد.

## قصة الفيلم
بدءاً من عام 1967 في قرية لا هيغويرا، حيث تم وضع جثة تشي جيفارا ودفنها سراً لاحقاً. يعود الفيلم إلى هذا الموقع على مدار فترات زمنية مدتها عشر سنوات للتركيز على ثلاثة أجيال من النساء المتأثرات بالحدث.

## طاقم التمثيل
| - إيزابيل سانتوس بدور مامينا - خورخي أورتيز سانشيز بدور سكرتير الحكومة - باولا ريوس بدور إيفا - خوسيه فيليز بدور رامون - بسمارك فيرهويز | - سوليداد أرديا بدور أنخيليس - خورخي غامرلي بدور اليسيو - ماريو بيريز أومانيا بدور تريفو - إيليا أرتياغا بدور خوانا - جون سيخاس بدور ضابط الصف لوبيز | - لويس بريدو بدور أوستاكيلو - أباد هينوخوسا بدور مانويل - فريد نونيز بدور الملازم رودريجيز - خوان مانويل فارغاس بدور جينو - جوناثان ستيرن بدور جان مورو | - ماريو بيريز بينيا بدور العقيد فارغاس - ليزا أرينو بدور لوفيسيه - ليزا أرينو بدور الحب - فابريزيو برادا بدور فابريزيو - إيمانويل فان زاندويجي بدور إيمانويل |

## الجوائز والترشيحات
| قائمة الجوائز والترشيحات                      | قائمة الجوائز والترشيحات  | قائمة الجوائز والترشيحات               | قائمة الجوائز والترشيحات | قائمة الجوائز والترشيحات | قائمة الجوائز والترشيحات |
| المهرجان                                      | الفترة                    | الفئة                                  | المترشح                  | النتيحة                  | مراجع                    |
| --------------------------------------------- | ------------------------- | -------------------------------------- | ------------------------ | ------------------------ | ------------------------ |
| مهرجان بياريتز الدولي لسينما أمريكا اللاتينية | 26 سبتمبر - 2 أكتوبر 2005 | أفضل فيلم - جائزة غولدن سان            | قل صباح الخير يا ابي     | رُشِّح                      | [ 3 ]                    |
| مهرجان ولبة للسينما الأمريكية اللاتينية       | 19 - 26 نوفمبر 2005       | جائزة غولدن كولون                      | قل صباح الخير يا ابي     | رُشِّح                      | [ 3 ]                    |
| مهرجان مونتريال السينمائي الدولي              | 26 أغسطس - 5 سبتمبر 2005  | جائزة غولدن زينيث                      | قل صباح الخير يا ابي     | رُشِّح                      | [ 3 ]                    |
| مهرجان كارتاخينا السينمائي                    | 2 - 9 مارس 2007           | أفضل فيلم - جائزة جولدن إنديا كاتالينا | قل صباح الخير يا ابي     | رُشِّح                      |                          |

## روابط خارجية
- مقالات تستعمل روابط فنية بلا صلة مع ويكي بيانات